# Eliteserien 2020
La temporada 2020 fue la 75a edición de la Eliteserien, la máxima categoría del fútbol en Noruega. El torneo comenzó el 16 de junio y terminó el 22 de diciembre. El Molde FK fue el campeón defensor.

## Ascensos y descensos
La liga se disputa por 16 equipos: los 13 mejores equipos de la temporada 2019; y los tres primeros de la 1. divisjon 2019, el Aalesunds FK, el Sandefjord y el IK Start
| Pos. | Descendidos de la Eliteserien 2019 |
| ---- | ---------------------------------- |
| 14.º | Lillestrøm SK                      |
| 15.º | Tromsø IL                          |
| 16.º | Ranheim                            |

| Pos. | Ascendidos de la 1. divisjon 2019 |
| ---- | --------------------------------- |
| 1.º  | Aalesunds FK                      |
| 2.º  | Sandefjord                        |
| 3.º  | IK Start Kristiansand             |

## Equipos participantes
| Club               | Ciudad       | Estadio              | Capacidad |
| ------------------ | ------------ | -------------------- | --------- |
| Aalesunds FK       | Ålesund      | Color Line Stadion   | 10.778    |
| Bodø/Glimt         | Bodø         | Aspmyra Stadion      | 5.635     |
| SK Brann           | Bergen       | Brann Stadion        | 18.500    |
| FK Haugesund       | Haugesund    | Haugesund Stadion    | 8.754     |
| Kristiansund BK    | Kristiansund | Kristiansund Stadion | 4.277     |
| Mjøndalen IF       | Mjøndalen    | Isachsen Stadion     | 4.200     |
| Molde FK           | Molde        | Aker Stadion         | 11.800    |
| Odds BK            | Skien        | Skagerak Arena       | 11.767    |
| Rosenborg BK       | Trondheim    | Lerkendal Stadion    | 21.421    |
| Sandefjord Fotball | Sandefjord   | Komplett.no Arena    | 6.000     |
| Sarpsborg 08       | Sarpsborg    | Sarpsborg Stadion    | 8.022     |
| Stabæk Fotball     | Bærum        | Nadderud Stadion     | 4.938     |
| Start              | Kristiansand | Sør Arena            | 14,448    |
| Strømsgodset IF    | Drammen      | Marienlyst Stadion   | 8.935     |
| Vålerenga          | Oslo         | Intility Arena       | 17.333    |
| Viking FK          | Stavanger    | Viking Stadion       | 16.300    |

## Tabla de posiciones
| Pos. | Equipo           | Pts. | PJ | G  | E  | P  | GF  | GC | Dif. | Clasificación o descenso                                                        |
| ---- | ---------------- | ---- | -- | -- | -- | -- | --- | -- | ---- | ------------------------------------------------------------------------------- |
| 1    | Bodø/Glimt (C)   | 81   | 30 | 26 | 3  | 1  | 103 | 32 | +71  | Primera fase clasificatoria de la Liga de Campeones de la UEFA 2021-22          |
| 2    | Molde            | 62   | 30 | 20 | 2  | 8  | 77  | 36 | +41  | Primera fase clasificatoria de la Liga de Conferencia Europa de la UEFA 2021-22 |
| 3    | Vålerenga        | 55   | 30 | 15 | 10 | 5  | 51  | 33 | +18  | Primera fase clasificatoria de la Liga de Conferencia Europa de la UEFA 2021-22 |
| 4    | Rosenborg        | 52   | 30 | 15 | 7  | 8  | 50  | 35 | +15  | Primera fase clasificatoria de la Liga de Conferencia Europa de la UEFA 2021-22 |
| 5    | Kristiansund     | 48   | 30 | 12 | 12 | 6  | 57  | 45 | +12  |                                                                                 |
| 6    | Viking Stavanger | 44   | 30 | 12 | 8  | 10 | 54  | 52 | +2   |                                                                                 |
| 7    | Odds             | 43   | 30 | 13 | 4  | 13 | 52  | 51 | +1   |                                                                                 |
| 8    | Stabæk           | 39   | 30 | 9  | 12 | 9  | 41  | 44 | −3   |                                                                                 |
| 9    | Haugesund        | 39   | 30 | 11 | 6  | 13 | 39  | 50 | −11  |                                                                                 |
| 10   | Brann            | 36   | 30 | 9  | 9  | 12 | 40  | 48 | −8   |                                                                                 |
| 11   | Sandefjord       | 35   | 30 | 9  | 8  | 13 | 30  | 43 | −13  |                                                                                 |
| 12   | Sarpsborg 08     | 32   | 30 | 8  | 8  | 14 | 33  | 43 | −10  |                                                                                 |
| 13   | Strømsgodset     | 31   | 30 | 7  | 10 | 13 | 42  | 58 | −16  |                                                                                 |
| 14   | Mjøndalen        | 27   | 30 | 8  | 3  | 19 | 26  | 45 | −19  | Promoción por la permanencia                                                    |
| 15   | Start            | 27   | 30 | 6  | 9  | 15 | 32  | 55 | −23  | Descenso a OBOS-ligaen                                                          |
| 16   | Aalesunds        | 11   | 30 | 2  | 5  | 23 | 30  | 85 | −55  | Descenso a OBOS-ligaen                                                          |

 Fuente: Football Association of Norway
Criterios de clasificación: 1) Puntos; 2) diferencia de goles; 3) Goles anotados; 4) Partidos ganados.
| Local \ Visitante | AAL | BOD | BRA | HAU | KRI | MIF | MOL | ODD | ROS | SAN | SRP | STB | IKS | STM | VÅL | VIK |
| ----------------- | --- | --- | --- | --- | --- | --- | --- | --- | --- | --- | --- | --- | --- | --- | --- | --- |
| Aalesunds         | —   | 1–6 | 2–2 | 1–3 | 1–2 | 1–3 | 1–4 | 0–3 | 1–2 | 0–1 | 0–1 | 1–3 | 3–2 | 1–4 | 1–1 | 2–2 |
| Bodø/Glimt        | 7–0 | —   | 5–0 | 6–1 | 2–1 | 2–0 | 3–1 | 6–1 | 5–1 | 2–1 | 2–1 | 5–2 | 6–0 | 3–2 | 2–0 | 3–0 |
| Brann Bergen      | 3–1 | 1–3 | —   | 1–2 | 1–1 | 0–1 | 1–2 | 2–1 | 1–2 | 3–1 | 1–1 | 1–1 | 1–1 | 1–1 | 1–2 | 3–0 |
| Haugesund         | 0–1 | 0–4 | 1–2 | —   | 2–2 | 1–1 | 0–3 | 4–4 | 1–0 | 3–2 | 2–0 | 3–1 | 1–0 | 2–3 | 2–1 | 0–2 |
| Kristiansund      | 7–2 | 2–3 | 1–1 | 1–3 | —   | 1–0 | 2–2 | 4–3 | 0–0 | 3–1 | 4–1 | 1–2 | 3–2 | 2–1 | 0–0 | 3–5 |
| Mjøndalen         | 3–0 | 2–3 | 2–0 | 1–0 | 1–2 | —   | 1–3 | 0–2 | 0–2 | 0–2 | 1–0 | 0–1 | 1–0 | 3–0 | 0–1 | 1–2 |
| Molde             | 2–1 | 4–2 | 1–2 | 3–1 | 2–2 | 2–1 | —   | 2–0 | 1–0 | 0–1 | 5–0 | 4–1 | 5–0 | 2–1 | 4–1 | 5–0 |
| Odd               | 3–2 | 0–4 | 1–0 | 0–0 | 2–1 | 6–1 | 1–4 | —   | 2–1 | 1–2 | 1–1 | 2–0 | 1–2 | 1–3 | 4–1 | 3–0 |
| Rosenborg         | 3–2 | 2–3 | 2–3 | 2–1 | 0–0 | 1–0 | 3–1 | 4–1 | —   | 2–1 | 5–1 | 2–2 | 1–0 | 3–0 | 1–1 | 3–0 |
| Sandefjord        | 1–0 | 1–2 | 3–3 | 0–1 | 0–2 | 1–0 | 2–1 | 1–1 | 0–0 | —   | 0–3 | 0–0 | 2–2 | 0–0 | 0–3 | 2–2 |
| Sarpsborg 08      | 4–0 | 0–3 | 0–1 | 0–0 | 1–1 | 2–0 | 2–1 | 2–0 | 1–2 | 0–0 | —   | 4–0 | 1–0 | 2–3 | 0–1 | 1–2 |
| Stabæk            | 4–0 | 2–2 | 0–2 | 2–1 | 2–2 | 0–0 | 0–3 | 0–1 | 0–3 | 2–0 | 1–1 | —   | 2–0 | 2–0 | 1–1 | 1–1 |
| Start             | 1–0 | 1–1 | 1–1 | 5–1 | 1–2 | 3–0 | 2–3 | 0–5 | 0–0 | 0–1 | 3–2 | 0–0 | —   | 2–2 | 2–1 | 1–1 |
| Strømsgodset      | 1–1 | 1–2 | 3–1 | 2–2 | 2–2 | 2–1 | 0–4 | 1–0 | 3–3 | 3–4 | 0–0 | 0–4 | 1–1 | —   | 0–2 | 0–2 |
| Vålerenga         | 2–2 | 2–2 | 5–1 | 1–0 | 1–1 | 4–1 | 2–1 | 2–0 | 1–0 | 2–1 | 1–1 | 2–2 | 4–0 | 2–0 | —   | 2–1 |
| Viking            | 5–2 | 2–4 | 2–0 | 0–1 | 1–2 | 1–1 | 3–2 | 1–2 | 3–0 | 2–0 | 3–0 | 3–3 | 4–1 | 2–2 | 2–2 | —   |

## Promoción por la permanencia
Se jugó el juego de la promoción por la permanencia entre el 14.º de la Eliteserien 2020 y el ganador de la eliminatoria de ascenso de la Primera División de Noruega 2020. El ganador jugará la Eliteserien 2021.
| Equipo 1  | Resultado | Equipo 2 |
| --------- | --------- | -------- |
| Mjøndalen | 3 - 2     | Sogndal  |

## Goleadores
Actualizado al 19 de diciembre de 2020
| Pos. | Jugador                 | Club         | Goles |
| ---- | ----------------------- | ------------ | ----- |
| 1    | Kasper Junker           | Bodø/Glimt   | 27    |
| 2    | Amahl Pellegrino        | Kristiansund | 25    |
| 3    | Philip Zinckernagel     | Bodø/Glimt   | 19    |
| 4    | Veton Berisha           | Viking       | 16    |
| 5    | Mushaga Bakenga         | Odd          | 13    |
| 6    | Jens Petter Hauge       | Bodø/Glimt   | 14    |
| 7    | Leke James              | Molde        | 13    |
| 8    | Dino Islamović          | Rosenborg    | 12    |
| 8    | Kristoffer Zazhariassen | Rosenborg    | 12    |
| 8    | Ulrik Saltnes           | Bodø/Glimt   | 12    |